# Jack Drage
Pour les articles homonymes, voir Drage.
Jack Drage, né le 11 novembre 2002 à Christchurch, est un coureur cycliste néo-zélandais.

## Biographie
En 2020, Jack Drage obtient de bons résultats au niveau national. Il devient par ailleurs champion de Nouvelle-Zélande sur route juniors. L'année suivante, il remporte un nouveau titre de champion national chez les espoirs. Il découvre également les compétitions européennes avec l'AC Bisontine. En fin de saison, il effectue un stage au sein de l'équipe continentale Groupama-FDJ.
En 2022, il intègre la formation américaine Hagens Berman Jayco, qui forme de jeunes coureurs de moins de 23 ans,. Le directeur Axel Merckx le décrit comme alors comme un bon grimpeur. Il n'est toutefois pas conservé par son encadrement à l'issue de la saison 2023. Jack Drage poursuit néanmoins la compétition en 2024 avec un club espagnol basé au Pays basque. 
En décembre 2024, il gagne la première étape ainsi que le classement général du Tour de Siak, sous les couleurs d'une équipe indonésienne. Ce sont ses premières victoires acquises dans une course inscrite au calendrier de l'UCI. 

## Palmarès et résultats

### Palmarès par année
- 2019
  - 2e du Tour de Southland juniors
- 2020
  -  Champion de Nouvelle-Zélande sur route juniors
  - 4e étape du Tour de Southland juniors (contre-la-montre)
- 2021
  -  Champion de Nouvelle-Zélande sur route espoirs
  - 2e du Circuit de la Chalosse
- 2024
  - Tour de Siak :
    - Classement général
    - 1re étape

### Classements mondiaux
| Année            | 2021 | 2022 | 2023 | 2024 |
| ---------------- | ---- | ---- | ---- | ---- |
| UCI Oceania Tour | 43e  |      |      | 118e |